# Coppa Italia 2019 (pallacanestro in carrozzina)
La Coppa Italia di pallacanestro in carrozzina 2019, si è disputata dal 22 al 23 marzo 2019 al Palasport Alberto Mura di Porto Torres.

## Squadre
Le squadre qualificate sono le prime quattro classificate al termine del girone di andata della Serie A 2018-2019.
1. Briantea 84 Cantù
2. Santo Stefano
3. Amicacci Giulianova
4. GSD Porto Torres

## Tabellone
|  | Semifinali          | Semifinali          | Semifinali    |               |                   | Finale              | Finale              | Finale             |  |
|  |                     |                     |               |               |                   |                     |                     |                    |  |
|  | Briantea 84 Cantù   | Briantea 84 Cantù   | 86            |               |                   |                     |                     |                    |  |
|  | Briantea 84 Cantù   | Briantea 84 Cantù   | 86            |               |                   |                     |                     |                    |  |
|  | GSD Porto Torres    | GSD Porto Torres    | 55            |               |                   |                     |                     |                    |  |
|  | GSD Porto Torres    | GSD Porto Torres    | 55            |               | Briantea 84 Cantù | Briantea 84 Cantù   | 82                  |                    |  |
|  |                     |                     |               |               | Briantea 84 Cantù | Briantea 84 Cantù   | 82                  |                    |  |
|  |                     |                     | Santo Stefano | Santo Stefano | 73                |                     |                     |                    |  |
|  | Santo Stefano       | Santo Stefano       | Santo Stefano | Santo Stefano | 73                | 79                  |                     |                    |  |
|  | Santo Stefano       | Santo Stefano       |               |               |                   | 79                  |                     |                    |  |
|  | Amicacci Giulianova | Amicacci Giulianova | 69            |               |                   | Finale terzo posto  | Finale terzo posto  | Finale terzo posto |  |
|  | Amicacci Giulianova | Amicacci Giulianova | 69            |               |                   |                     |                     |                    |  |
|  |                     |                     |               |               |                   |                     |                     |                    |  |
|  |                     |                     |               |               |                   | Amicacci Giulianova | Amicacci Giulianova | 75                 |  |
|  |                     |                     |               |               |                   | Amicacci Giulianova | Amicacci Giulianova | 75                 |  |
|  |                     |                     |               |               |                   | GSD Porto Torres    | GSD Porto Torres    | 63                 |  |

### Tabellini

#### Semifinali
| Arbitri: | Graziani Palazz Volpe |

| |            | |
| Carossino 28 Berdun 13 Sagar 12                                                                                       | Punti      | 21 Mosler 17 Bandura 10 Puggioni                                                                                       |
| Geninazzi 8 | Assist     | 10 Filipski |
| Geninazzi 6 | Rimbalzi   | 14 Mosler |
| 4 Papi• 5 Geninazzi• 7 Raourahi• 10 Santorelli• 14 Berdun 12 Sagar• 13 M. Perez• 16 Morato• 22 Carossino• 26 De Maggi | Formazioni | 3 Mosler• 5 Bandura• 10 Filipski• 14 Puggioni• 20 Gonzalez 13 Sargent• 15 Canu• 16 Elia• 19 Ziki• 24 Veloce• 43 Falchi |
| Marco Bergna | Allenatori | Amadou Lamine Sene |

| Arbitri: | Ermini Rambelli Mucella |

| |            | |
| Mehiaoui 29 Ruiz 20 Tanghe 15 | Punti      | 14 Gharibloo 12 Macek, Miceli 11 Marchionni                                                                                             |
| Mehiaoui 7 | Assist     | 12 Brown |
| Bedzeti, Tanghe 7 | Rimbalzi   | 9 R. Pérez |
| 6 Schiera• 8 Tanghe• 11 Ruiz• 23 Mehiaoui• 29 Bedzeti 7 Ghione• 9 Biondi• 12 Feltrin• 13 Saaid• 16 Giaretti• 28 Boccacci• 32 Bianchi | Formazioni | 3 Macek• 5 Brown• 8 Marchionni• 14 Miceli• 32 R. Pérez 7 Ozcan• 11 Minella• 12 Gharibloo• 16 Labedzki• 17 Kozaryna• 20 Ion• 25 Dillmann |
| Roberto Ceriscioli | Allenatori | Andrea Accorsi |

#### Finale 3º posto
| Arbitri: | Rambelli Palazzo Mucella |

| |            | |
| Bandura 24                                                                                                 | Punti      | 38 R. Pérez |
| Filipski 15                                                                                                | Assist     | 7 R. Pérez |
| Filipski, Mosler 9                                                                                         | Rimbalzi   | 11 R. Pérez |
| 3 Mosler• 5 Bandura• 10 Filipski• 14 Puggioni• 20 Gonzalez 15 Canu• 16 Elia• 19 Ziki• 24 Veloce• 43 Falchi | Formazioni | 11 Minella• 12 Gharibloo• 17 Kozaryna• 20 Ion• 32 R. Pérez 3 Macek• 5 Brown• 7 Ozcan• 8 Marchionni• 14 Miceli• 16 Labedzki• 25 Dillmann |
| Amadou Lamine Sene                                                                                         | Allenatori | Andrea Accorsi |

#### Finale
| Arbitri: | Ermini Graziani Volpe |

| |            | |
| Berdun 37 Carossino 17 Geninazzi, Sagar 7                                                                             | Punti      | 24 Bedzeti 16 Ruiz 15 Giaretti |
| Berdun 9 | Assist     | 8 Mehiaoui |
| Berdun 7 | Rimbalzi   | 11 Bedzeti |
| 5 Geninazzi• 7 Raourahi• 10 Santorelli• 14 Berdun• 22 Carossino 4 Papi• 12 Sagar• 13 M. Perez• 16 Morato• 26 De Maggi | Formazioni | 6 Schiera• 8 Tanghe• 11 Ruiz• 23 Mehiaoui• 29 Bedzeti 7 Ghione• 9 Biondi• 12 Feltrin• 13 Saaid• 16 Giaretti• 28 Boccacci• 32 Bianchi |
| Marco Bergna | Allenatori | Roberto Ceriscioli |